# Граждане! При артобстреле эта сторона улицы наиболее опасна

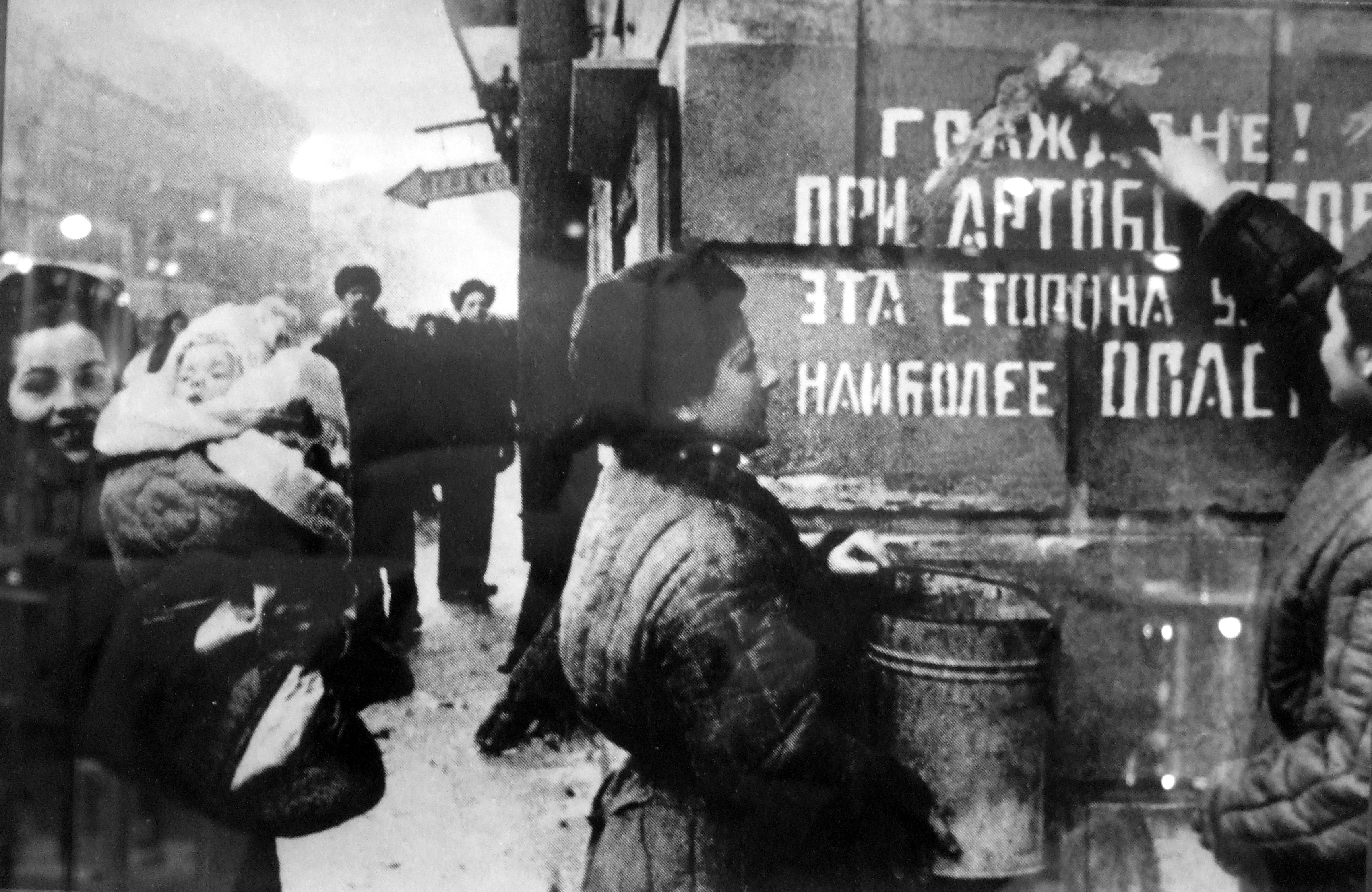
Ленинград после снятия блокады. 1944 год

Гра́ждане! При артобстре́ле э́та сторона́ у́лицы наибо́лее опа́сна — надпись, наносившаяся в период блокады Ленинграда на стены многих зданий города с помощью трафарета.

## История появления надписи
Надписи «граждане! ПРИ АРТОБСТРЕЛЕ эта сторона улицы наиболее ОПАСНА» наносились в Ленинграде на северных и северо-восточных сторонах улиц, так как обстрел города вёлся с южного (Пулковские высоты) и юго-западного (Стрельна) направлений. Это связано с тем, что обстрел вёлся лишь с территорий, оккупированных немцами, тогда как территории к северу от Ленинграда были заняты финскими войсками, не обладавшими достаточно дальнобойной артиллерией, чтобы вести с них обстрел Ленинграда. В Кронштадте же надписи наносились на юго-западных сторонах, поскольку обстрел угрожал со стороны оккупированного Петергофа. Такого рода опасность связана с наличием препятствий (высотных зданий), особенностью баллистической траектории полёта снаряда и воздействием поражающих факторов взрыва (осколки, ударная волна).
Надписи на чётной «солнечной» — наиболее опасной — стороне Невского проспекта были сделаны летом 1943 года бойцами Местной противовоздушной обороны (МПВО) Татьяной Котовой, Анастасией Пашкиной и Любовью Герасимовой, получившими во время очередного дежурства это задание, кисть, трафарет и ведро краски.
На Невском надписи пестрели,

Кричала каждая стена,

«Внимание! При артобстреле

Опасна эта сторона!»

Из письма КГИОП

По имеющимся в КГИОП сведениям в Санкт-Петербурге не сохранились подлинные предупреждающие надписи военного времени. Существующие мемориальные надписи воссозданы в 1960—1970-е годы как дань памяти героизму ленинградцев.
— письмо КГИОП от 6 марта 2012 года № 17-6-1

## Воссозданные надписи

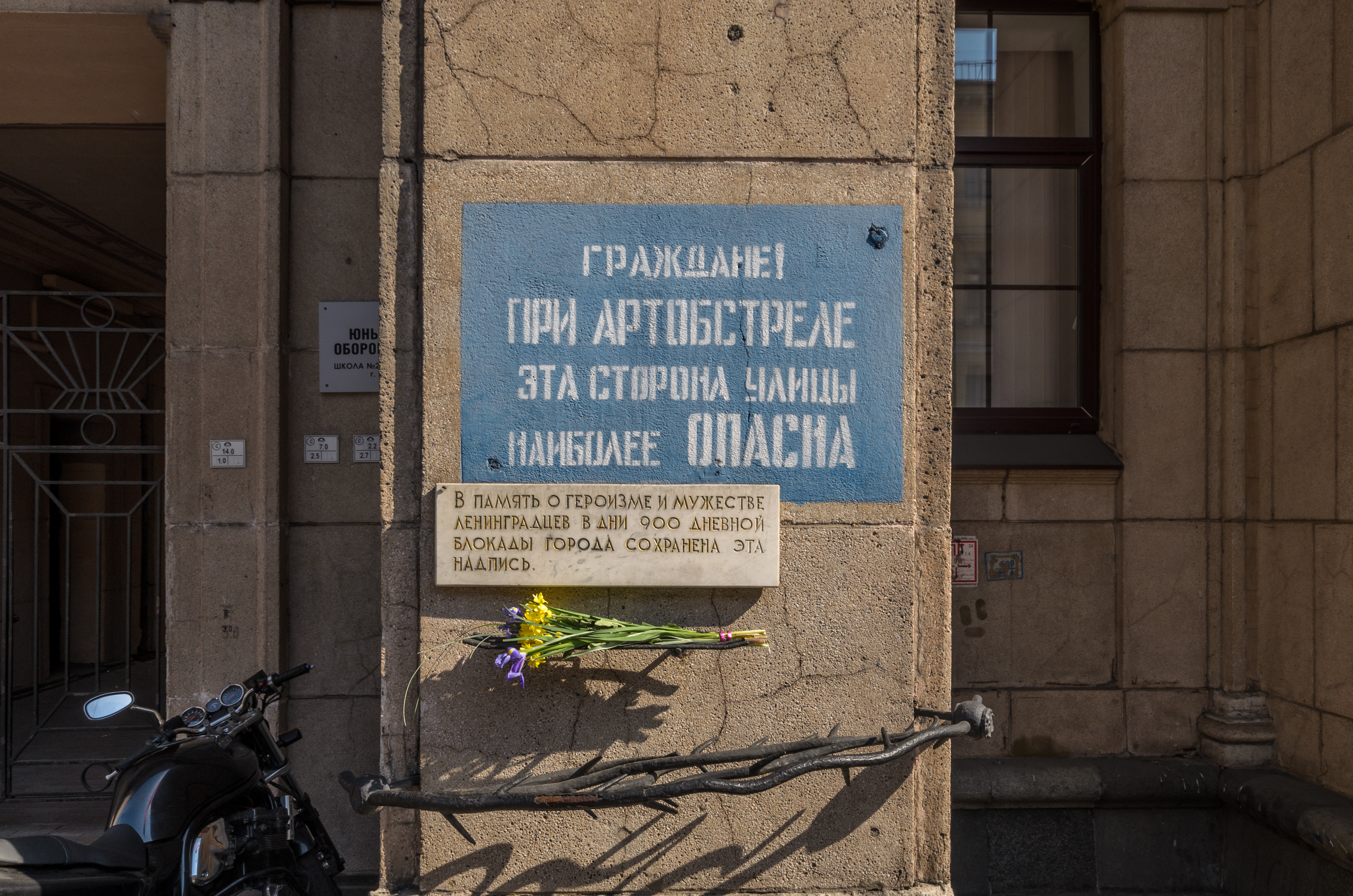
Невский проспект, дом 14
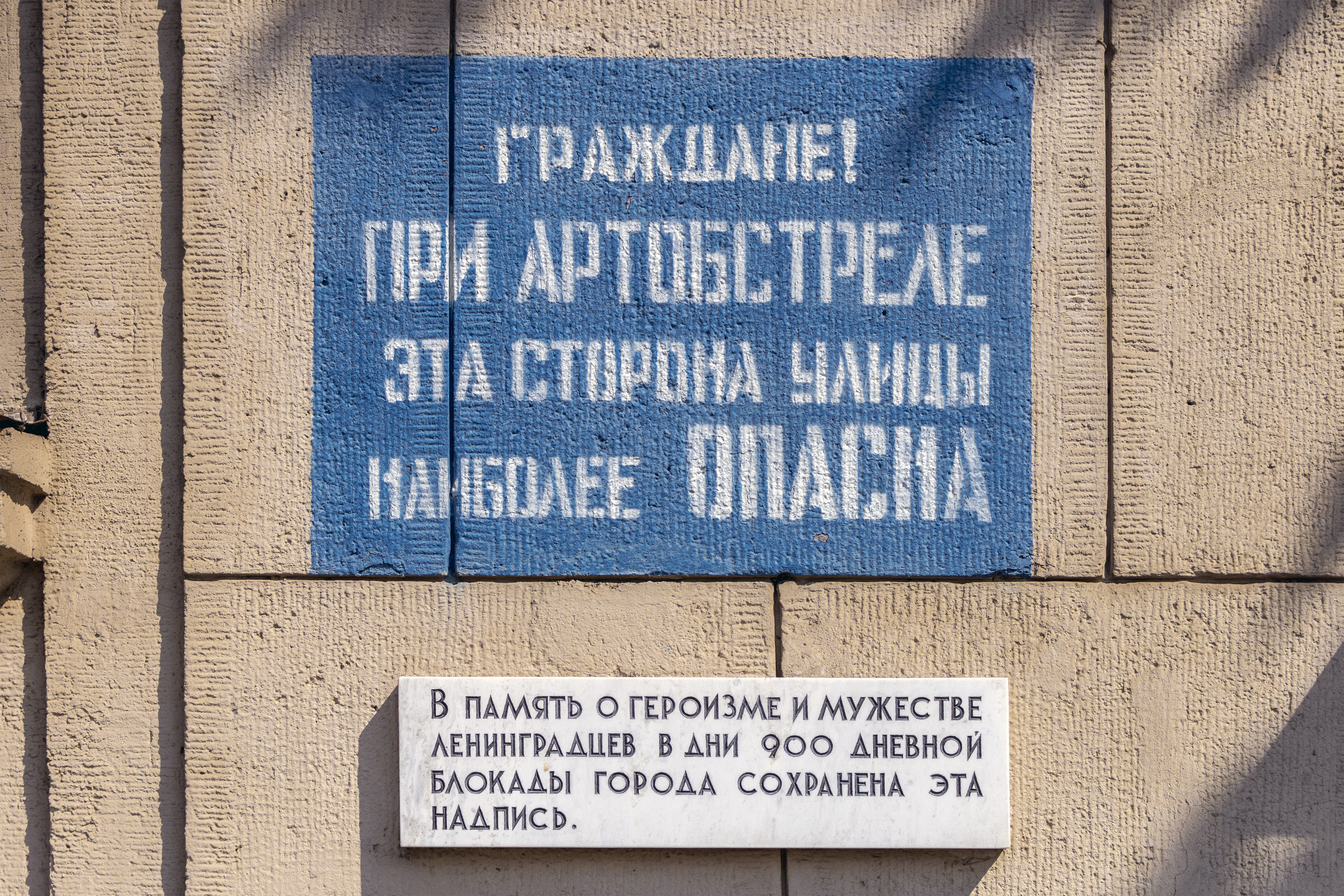
Лесной проспект, дом 61
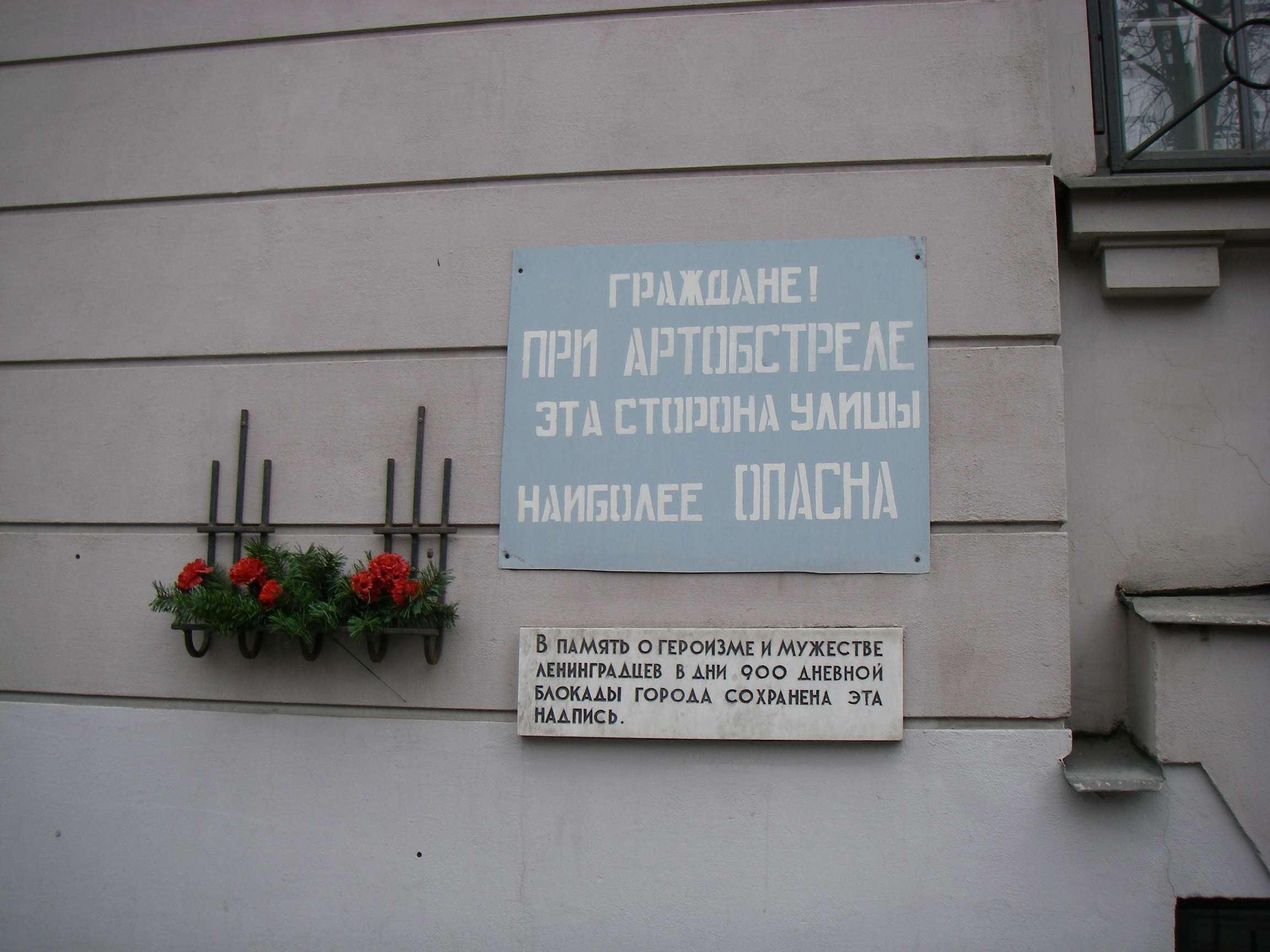
22-я линия В. О., дом 7
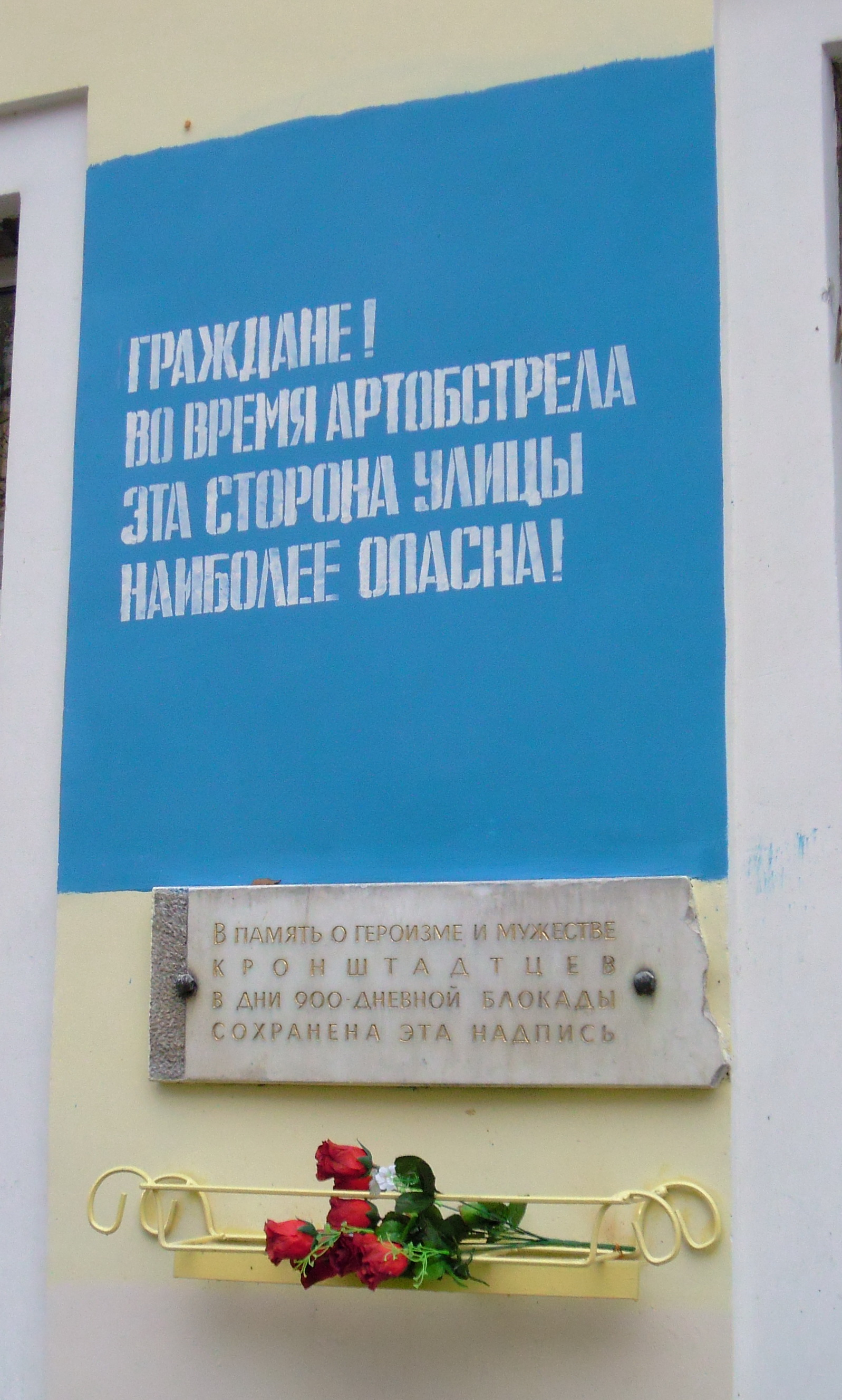
улица Аммермана, дом 25
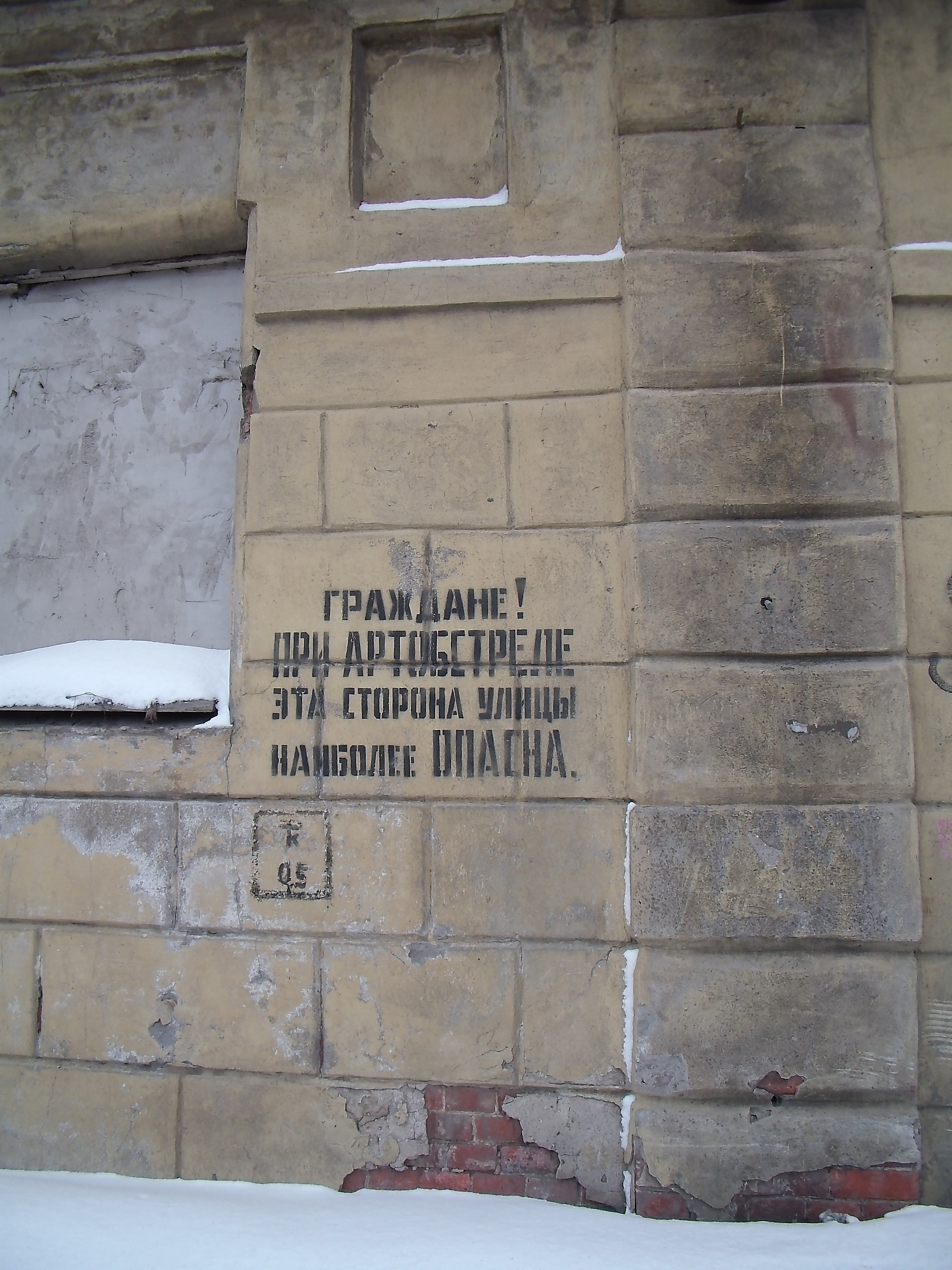
Надпись в наши дни (улица Калинина, 6)

В настоящее время надписи нанесены на стенах:
- дома № 14 по Невскому проспекту (размер 62×91 см);
- дома № 61 по Лесному проспекту (размер 61×80 см);
- дома № 7 по 22-й линии Васильевского острова (размер 60×80 см);
- дома № 17/14 по Посадской улице в Кронштадте (размер 65×90 см);
- дома № 25 по улице Аммермана в Кронштадте (размер 65×92 см).

Современные надписи выполнены белой краской по синей (голубой) заливке, нанесённой на штукатурку. Текст надписей в Кронштадте отличается от петербургских: «Граждане! Во время артобстрела эта сторона улицы наиболее опасна!».
Все надписи в Санкт-Петербурге сопровождаются мраморными памятными досками с текстом «В память о героизме и мужестве ленинградцев в дни 900-дневной блокады города сохранена эта надпись». Текст на памятных досках в Кронштадте отличается: «В память о героизме и мужестве кронштадтцев в дни 900-дневной блокады сохранена эта надпись».
Первая из этих надписей воссоздана на здании школы № 210 на Невском проспекте в 1962 году по инициативе поэта М. А. Дудина. Изначальная надпись была красно-коричневой. Автором памятной доски (размер 19×69 см) стал архитектор В. Д. Попов.
Затем надписи были возобновлены в 1968 году на Лесном проспекте и в 1969 году на Васильевском острове. Памятные доски, выполненные мастерами А. И. Ивановым и Р. И. Геллерштейном, повторяли доску на Невском проспекте.
Надписи в Кронштадте возобновлены в 1973 году с установкой аналогичных мраморных памятных досок.
Кроме этого существуют такие надписи, выполненные чёрной краской, на доме № 36 по Пионерской улице и на доме № 6 корпус 2 по улице Калинина. Они не являются историческими и были сделаны для съёмок фильма о блокаде в 2000-х годах.

## В искусстве
- В стихотворении М. А. Дудина «На Невском надписи пестрели. Кричала каждая стена: „Внимание! При артобстреле Опасна эта сторона!“»
- Нанесению надписи в годы войны посвящён короткометражный фильм «Особое задание» из телеальманаха «9 мая. Личное отношение» (2008).
- В песне Александра Розенбаума «Прогулка по Невскому» есть слова: «Так давайте ж пройдём в этот вечер прекрасный старым Невским моим, да по той стороне, что в обстреле была так темна и опасна».
- В песне группы «Zero people» «Ремесло» есть такие слова: «И вот эта сторона опаснее, чем та, если ты под обстрелом».

## Современное подражание

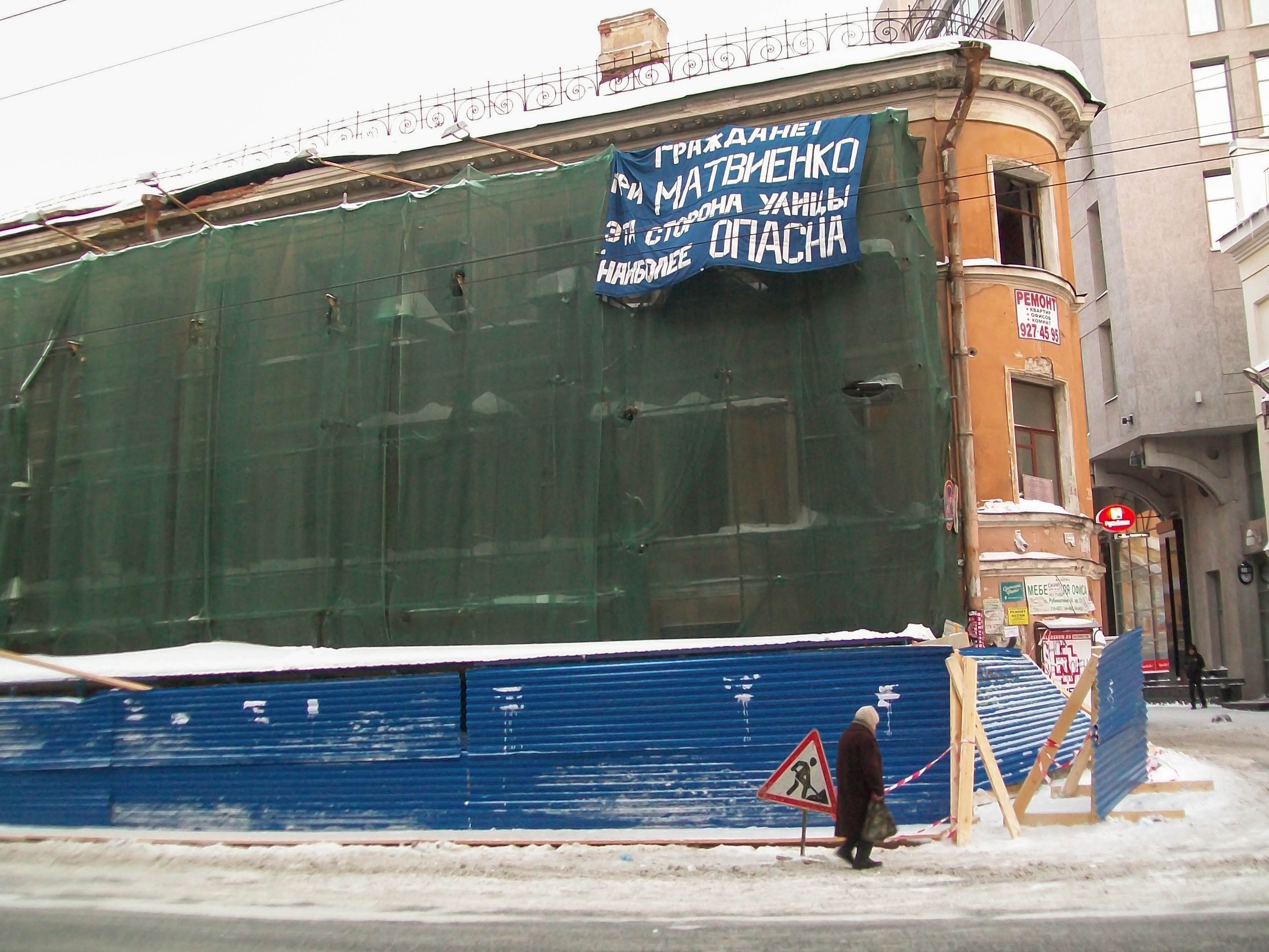
Дом Рогова перед сносом, на лесах закреплён плакат-пародия

Известна одна из современных трактовок этой фразы защитниками городской архитектуры в качестве символа угрозы, который представляют собой действия властей и застройщиков. Так, на пикете с акцией «Небесная линия» 14 ноября 2009 года использовался плакат с текстом «Граждане! При обрушении Охта-центра эта сторона улицы наиболее опасна», а активисты ДСПА ранним утром 23 февраля 2010 года вывесили на доме Рогова на Загородном проспекте, 3/17 баннер с текстом «Граждане! При Матвиенко эта сторона улицы наиболее опасна».
В декабре 2010 года на улицах города появилась новая версия плаката, намекавшая на неубранные от сосулек и льда улицы: «Граждане! При В. И. Матвиенко любая сторона улицы опасна для жизни!».